# Trommelgalvanisierung
Trommelgalvanisierung ist ein Begriff aus der Metallbearbeitung.
Sogenannte Massenware wie Schrauben, Muttern, Niete oder überhaupt Kleinteile, die nicht oder nur mit großem Aufwand auf Gestellen befestigt werden können, werden in Trommel-Galvanisier-Apparaten bearbeitet. Die Trommel mit den zu bearbeitenden Teilen wird in automatisch gesteuerten Anlagen von Behandlungsbad (Entfettung, Beizen, Spülen, Galvanisieren, Nachbehandeln wie z. B. Chromatieren) zu Behandlungsbad transportiert. Zum abschließenden Trocknen wird das Behandlungsgut in eine Zentrifuge gegeben oder es wird direkt in der Behandlungsstraße in einem Trockner getrocknet.
In kleineren Betrieben werden u. a. auch kleine Handtrommeln verwendet, diese werde dann mittels Kran oder per Hand durch die verschiedenen Behandlungsbäder geführt.
Kontaktierung
Aufgrund der Rotationsbewegung der Massenware in der Trommel muss während der elektrolytischen Beschichtung der Stromfluss durch eine geeignete Kontaktierung gewährleistet werden. Hierfür sind verschiedene Methoden entwickelt worden:
- frei bewegliche Klöppel (Kontaktkabel mit leitfähiger Kappe innerhalb des Trommelvolumens) ,
- fest eingebaute Kontaktstange (entlang der Rotationsachse der Trommel),
- und weitere (z. B. Kontaktierung über geeignete Kontaktpunkte in der Trommelwand)

Die Auswahl der geeigneten Kontaktiermethode erfolgt maßgeblich durch die Empfindlichkeit der zu beschichtenden Massenware.
- Klöppel bewegen sich als freie Kabelenden in dem Trommelvolumen und können aufgrund ihres Eigengewichtes während der Rotation stoßweise auf die Massenwareteile einschlagen; daher eignen sie sich insbesondere für robuste, symmetrische Massenware (z. B. Kugeln, Muttern …). Klöppel haben den Vorteil, dass sie durch ihre einstellbare Länge soweit in das Trommelvolumen hineinragen können, um selbst eine nur geringe Füllmenge in akzeptablem Maße zu kontaktieren.

- Für empfindliche, filigrane Geometrien wird eher eine schonendere Kontaktierung z. B. durch eine Kontaktstange empfohlen. Hier wirkt auf die einzelnen Massenwareteile stets nur das Eigengewicht der Füllmenge. Um den notwendigen Stromfluss zu gewährleisten, muss hier durch die fehlende Eigenbewegung der Kontaktstange die Füllmenge der Massenwareteile deutlich höher gewählt werden, damit während der Trommelrotation stets ausreichend Teile die Kontaktstange berühren.

Statistische Verteilung von Schichtdicken
Die Verteilung der galvanischen Beschichtung auf einem definierten Körper hängt maßgeblich von dessen Geometrie ab (Stichwort "Knocheneffekt" / "Feldlinienbild"DOI: 10.7395/2015/Frey_Stieler). Aufgrund des während der galvanischen Beschichtung anliegenden Stromfeldes erfolgt die Beschichtung geometrieabhängig am schnellsten an Spitzen und Ecken, relativ schnell an Kanten und am langsamsten auf Flächenmitten. [Hier sollten weitere Erläuterungen folgen bzw. geeignete Links gesetzt werden.] Aufgrund dieser Eigenschaften ist bei Definition von galvanischen Schichtdicken in den Spezifikationen zwischen Kunde und Galvaniseur ein definierter Messpunkt strengstens empfohlen. Die DIN EN 1403:1998 (Achtung: Laut Beuth-Verlag leider zurückgezogen!) beschreibt Optionen für den Fall, dass keine Messpunkte/-bereiche definiert sind.
Die Verteilung der galvanischen Beschichtung im Trommelverfahren über alle Teile einer Befüllung folgt statistischen Regeln. Während der Trommelrotation bewegen sich die einzelnen Massenwareteile statistisch durcheinander. Hierdurch können während eines Beschichtungsvorganges einzelne Teile länger kontaktieren und so eine erhöhte Schichtdicke erhalten bzw. umgekehrt. Werden alle Teile einer Füllmenge vermessen (am gleichen Messpunkt !), resultiert somit eine statistische Verteilung der Schichtdicke mit entsprechenden Schwankungen. Die Art der Verteilung (Gauß-, Lorentz-, ganz anders) scheint maßgeblich von der Beweglichkeit der Teile während der Trommelrotation abzuhängen. Diese wiederum wird durch die Geometrie der Teile in Relation zur Trommelgröße bestimmt und müsste daher für jede individuelle Galvanisieraufgabe empirisch bestimmt werden. Auch wenn ihr Nutzen insbesondere zur sachgerechten Reklamationsbearbeitung (/-abwehr) offenkundig ist, verhindert der zu erwartende Aufwand bei einer Kosten-Nutzen-Abschätzung die tatsächliche Durchführung.